# Procompsognathus
Procompsognathus ("Předek rodu Compsognathus") byl rod malého, poměrně vývojově primitivního teropodního dinosaura, žijícího v období pozdního triasu (asi před 220 až 210 miliony let) na území dnešního Německa.

## Popis
Tento malý po dvou se pohybující dravec měřil jen asi 1,1 metru na délku a vážil kolem 1 kilogramu. Pravděpodobně se živil hmyzem a drobnými obratlovci. Fosilie tohoto druhu jsou velmi špatně zachované. Někteří vědci proto pochybují, že tento druh byl dinosaurem, považují ho za spíše za vývojově odvozeného archosaura, s dinosaury pouze blízce příbuzného.
Mezi nejbližší vývojové příbuzné tohoto teropoda mohl patřit severoamerický rod Segisaurus, spadající do čeledi Coelophysidae.

## V populární kultuře
P. triassicus se objevuje i v populární kultuře, a to především v knižní novele Jurský park (1990) spisovatele Michaela Crichtona. Je v něm zobrazen jako pojídač výkalů jiných dinosaurů a také příležitostný saprofág, přiživující se na zdechlinách. Místy je tento teropod v ději zaměňován za později žijící nepříbuzný rod Compsognathus. V rámci filmu se však tento druh poprvé objevil až ve druhém díle Ztracený svět: Jurský park z roku 1997.
Dvojice těchto dinosaurů se objevuje rovněž v povídce "Poslední cesta" v knize prof. Josefa Augusty "Ztracený svět" (Praha 1960 - Mladá Fronta, knihu ilustroval Zdeněk Burian), kdy se jeden z nich stane obětí velkého haltikosaura.